# Club Bádminton Oviedo
El Club Bádminton Oviedo es un club deportivo fundado en el año 1999 en la ciudad asturiana de Oviedo (España). Compite en la División de Honor de la Liga Nacional de Clubes de Bádminton, la máxima categoría del bádminton español, en la que consiguió el título en 2015 y 2021 y fue tercero en 2016 y 2018.
En su corta existencia ha recibido varios galardones, entre los que destacan el premio a la «Mejor promoción deportiva» en 2001, otorgado por el Ayuntamiento de Oviedo, y el «Mejor club asturiano» de 2012, concedido por la Asociación de la Prensa Deportiva de Asturias.

## Plantilla
La plantilla de la temporada 2012/2013 está dirigida por César González y está formada por los siguientes jugadores:
- Alberto Zapico
- Ana Amador
- Cristina Poy
- Daniel Álvarez
- Elena Fernández
- Enrique Peñalver
- Jacob Tovgard
- Javier Suárez
- Lorena Usle
- María Vijande
- Mario González
- Óscar Martínez
- Sara Peñalver
- Zhao Min

## Categorías inferiores
Además del equipo de Liga Nacional, en la máxima categoría División de Honor, el club también cuenta con un equipo  B en Primera División que disputa la Liga Norte de Bádminton y equipos que comprenden desde la categoría sub-11, sub-13, sub-15, sub-17, sub-19 y un equipo de veteranos.